# Godeleva

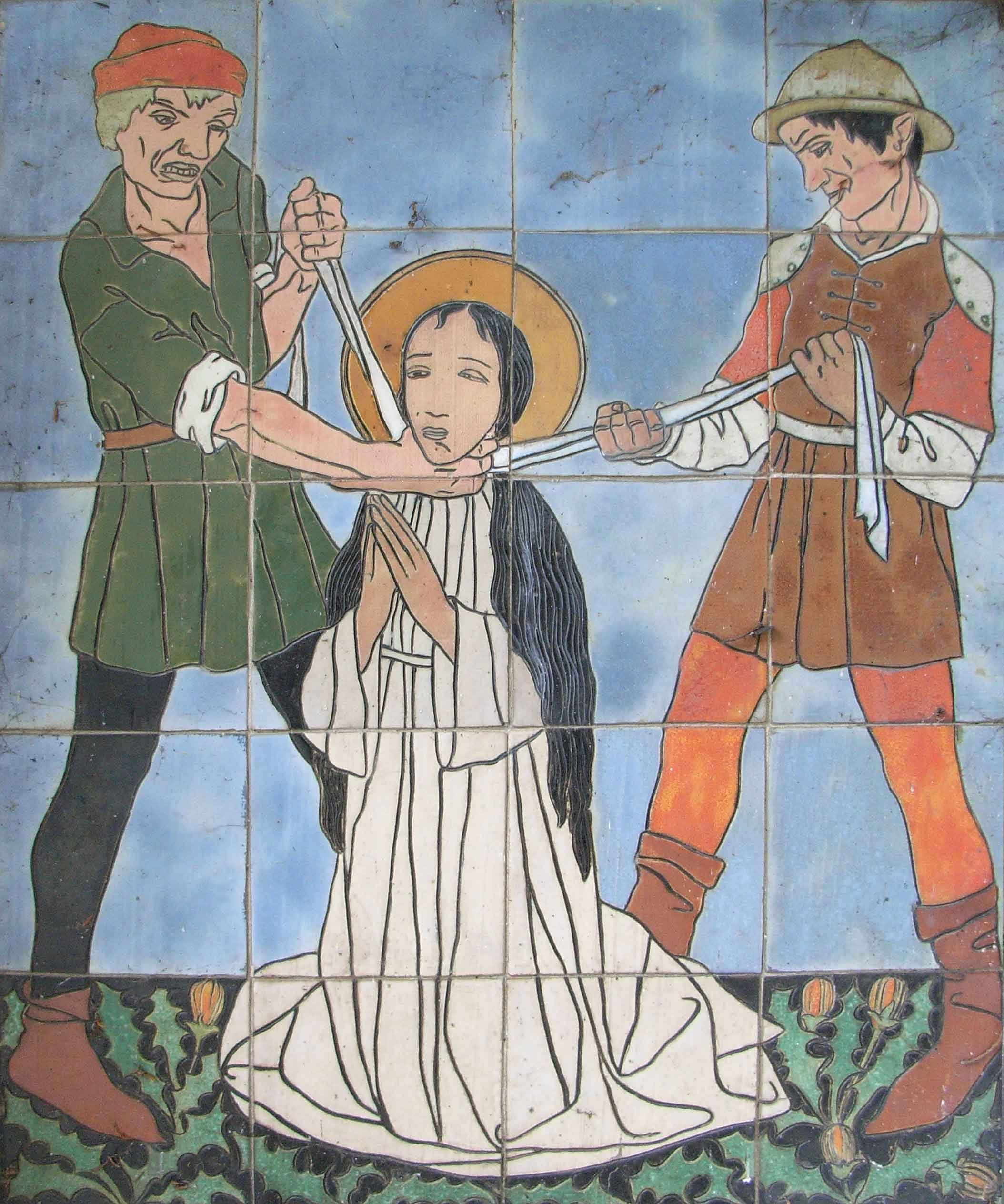
Godeleva wird erwürgt

Die heilige Godeleva (* um 1052; † 6. oder 30. Juli 1070 in Gistel) ist eine vor allem in Flandern (Belgien) verehrte Märtyrin. Sie wird gegen Fieber und Halsschmerzen angerufen. In Flandern gilt der Gedenktag Godelevas, der 6. Juli, als Lostag für das Wetter.
Der Name ist die althochdeutsche weibliche Entsprechung zu Gottlieb und heißt „die Gott Liebende“. Die Entsprechungen sind im Niederländischen Godelieve, im Französischen Godeliève und im Englischen Godelina.

## Leben und Legende
Die adelige Godeleva wurde um 1052 auf Schloss Londefort (nl. Londesvoorde) in der Grafschaft Boulogne geboren. Ihr Ehemann, der flämische Edelmann Bertolf (Berthold) von Ghistelles, Sohn des Burgherrn von Gistel, verstieß sie gleich nach der Hochzeit und ließ sie bei seiner Mutter leben. Dort musste sie Landarbeit tun und zum Beispiel die Krähen vom ausgesäten Getreide fernhalten. Als die Glocken läuteten und Godeleva unbedingt in die Kirche gehen wollte, brachte sie die Krähen dazu, sich bis zu ihrer Rückkehr in der Scheune zu versammeln. Bei Bertolfs Mutter wurde sie misshandelt und flüchtete schließlich in ihrer Verzweiflung nach Hause zu ihren Eltern, die sich beim Bischof von Tournai und dem Grafen von Flandern beschwerten. Der geistliche und der weltliche Fürst befahlen Bertolf daraufhin, seine Frau zurückzunehmen und angemessen zu behandeln. Dem leistete Bertold zwar Folge, entledigte sich ihrer aber, indem er Godeleva auf einer Reise von Gistel nach Brügge von seinen Knechten erwürgen und in einen Tümpel werfen ließ. Ihr Sturz in den Tümpel wurde als Unfall dargestellt. Godeleva wurde in der Burgkapelle begraben, während Bertolf eine andere Frau nahm, mit der er eine blinde Tochter, Edith, hatte. Als Bertolfs zweite Frau 13 Jahre später starb, wurde sie neben Godeleva begraben. Edith wollte am Grabe ihrer Mutter Gott darum anflehen, sehend zu werden. Ihr Wunsch wurde augenblicklich erfüllt, da sie, wie sich herausstellte, am Grabe Godelevas gebetet hatte. Alternativ wird überliefert, dass sich Edith mit dem Wasser, in das Godelevas Leichnam geworfen worden war, die Augen gewaschen habe und so von ihrer Blindheit befreit wurde. Als Bertolf das erfuhr, bereute er seine Sünden gegenüber Godeleva, unternahm zahlreiche Pilgerfahrten und trat in ein Kloster ein, wo er bis zu seinem Tode lebte.

## Verehrung der Heiligen Godeleva
Die Heilige Godeleva wird als Jungfrau, Ehefrau, verstoßene Gemahlin und Märtyrin geehrt.
Der Legende zufolge wurde das Wasser des Brunnens, in dem sie geworfen wurde, kristallklar und die Steine, auf denen sie ermordet wurde verfärbten sich leuchtend weiß. Menschen begannen sie als Märtyrin zu verehren, nachdem an ihrem Grab Wunder ereigneten. So wurde Edith von der Blindheit geheilt und ihr Ehemann wurde dadurch bekehrt.
Im Jahre 1084 wurden ihre Reliquien exhumiert, was die Heiligsprechung bedeutete. Ab da verbreitete sich ihr Kult besonders in Gistel und in Flandern, aber auch im Raum Boulogne-sur-Mer. Über dem Tümpel, in den sie nach ihrer Ermordung geworfen wurde, wurde ein Brunnen und darum die Abtei Ten Putte errichtet.
Jedes Jahr findet in Gistel am Sonntag nach dem 5. Juli eine Prozession zu Ehren der Heiligen statt. Dabei veranschaulichen rund 400 Statisten das Leben der Heiligen.
Im belgischen Diksmuide steht die St.-Godelieve-Kapelle.

## Darstellungen der Heiligen Godeleva
In der bildenden Kunst ist Godelevas Attribut ein Tuch, das auf ihren Tod durch Erdrosselung hinweist, weiter oft die Krone der Märtyrer. Die  bekannteste bildliche Darstellung des Lebens und der Wunder dieser Heiligen ist ein spätmittelalterlicher Flügelaltar des anonymen Meisters der Legende der Heiligen Godelieve, der nach seiner Darstellung der Heiligen benannt ist. Das Mittelbild des Werkes zeigt ihre Hochzeit mit Bertolf sowie dessen Verrat an seiner Frau. Ein Konsolrelief im Bremer Roseliushaus zeigt ihr Martyrium.

## Namensträgerinnen
- Godelieve Quisthoudt-Rowohl, Europaabgeordnete